# Beker van Griekenland 2017/18
De beker van Griekenland 2017/18 is de 76ste editie van het toernooi om de beker van Griekenland. Het voetbalbekertoernooi begon op 20  augustus 2017 en zal eindigen met de finale op 12 mei 2018 in het Olympisch Stadion Spyridon Louis in de Griekse hoofdstad Athene.

## Kalender
| Ronde         | Data                                                               | aantal wedstrijd | Clubs   | Nieuwe clubs in rondes |
| ------------- | ------------------------------------------------------------------ | ---------------- | ------- | ---------------------- |
| Voorronde     | 20 & 30 augustus 2017                                              | 2                | 34 → 32 | 4                      |
| Groepsfase    | 9, 20, 21 september, 24, 25, 26 oktober & 28, 29, 30 november 2017 | 48               | 32 → 16 | 30                     |
| Laatste 16    | 19, 20, 21 december 2017 & 9, 10, 11 januari 2018                  | 8                | 16 → 8  | -                      |
| Kwartfinales  | 24, 25 januari & 7, 8 februari 2018                                | 4                | 8 → 4   | -                      |
| Halve finales | 27, 28 februari, 1 maart & 17, 18, 19 april 2018                   | 2                | 4 → 2   | -                      |
| Finale        | 12 mei 2018                                                        | 1                | 2 → 1   | -                      |

## Uitslagen

### Kwartfinale
| Team 1       | Tot. | Team 2    | 1e wedstr. | 2e wedstr. |
| ------------ | ---- | --------- | ---------- | ---------- |
| PAOK         | 5–1  | Atromitos | 2–0        | 3–1        |
| Panionios    | 5–1  | Lamia     | 1–0        | 4–1        |
| Olympiacos   | 1–2  | AEK       | 0–0        | 1–2        |
| PAS Giannina | 3–5  | AEL       | 1–2        | 2–3 n.v.   |

### Halve finale
| Team 1    | Tot.    | Team 2     | 1e wedstr. | 2e wedstr. |
| --------- | ------- | ---------- | ---------- | ---------- |
| Panionios | 2-6     | PAOK       | 1–3        | 1-3        |
| AEL       | 2-2 (U) | AEK Athene | 2–1        | 0-1        |

### Finale
|                 |      |     |            |                                           |
| 12 mei 2018 nnb | PAOK | 2-0 | AEK Athene | Olympisch Stadion Spyridon Louis , Athene |
| 12 mei 2018 nnb |      |     |            | Olympisch Stadion Spyridon Louis , Athene |